# Abraxas aureofasciata
Abraxas aureofasciata là một loài bướm đêm trong họ Geometridae.